# ثيودور إسحاق روبن
ثيودور إسحاق روبن (بالإنجليزية: Theodore Isaac Rubin)‏ (11 أبريل 1923، بروكلين في الولايات المتحدة - 16 فبراير 2019، مانهاتن في الولايات المتحدة)؛ طبيب نفسي وروائي أمريكي.